# ФК „Локомотив“ (София)
Вижте пояснителната страница за други значения на локомотив.
ФК „Локомотив“ е футболен клуб от София, България. Основан е през 1929 г. Участва в Първа професионална футболна лига.
Играе своите домакински срещи на стадион „Локомотив“ в столичния квартал Свобода, който има капацитет от 22 000 места. Клубните цветове са червено и черно.
В своята история Локомотив (София) има четири шампионски титли на България през 1940, 1945, 1963/64 и 1977/78. Четири пъти е носител и на националната купа – 1948, 1953, 1981/82 и 1994/95. През 1973 г. Локомотив печели Балканската клубна купа, а през 1961 и 1963 г. е европейски железничарски шампион.

## История

### Ранни години (1929 – 1935)
През май 1929 г. група железничари от тогавашната жп работилница в София, любители на футболната игра, решават да оформят организационно своята дейност, създавайки „Железничарски спортен клуб“ (ЖСК София). Три месеца по-късно, на 2 септември 1929 г., се провежда официалното учредително събрание. В него участват 18 души. На събранието е решено, че член на клуба може да бъде всеки, който е под ведомството на Министерството на железниците или пък е син на железничар. Клубните членове бързо нарастват на стотина – работници, чиновници и инженери от жп работилницата. На 3 октомври 1929 г. ЖСК губи с 0:5 от „Зора“ (София) на игрище „Юнак“ в мач, за който се смята, че е първи официален в историята на клуба.
В началото на юни 1930 г. ЖСК е приет в редиците на Българската национална спортна федерация (БНСФ), като уставът на клуба е утвърден от Министерството на вътрешните работи и народното здраве на 7 септември същата година. Първият екип на клуба е изцяло в черно. ЖСК започва да се състезава в Трета софийска футболна дивизия. През сезон 1931/32 отборът завършва на 1-во място и след спечелени баражи се изкачва във Втора софийска дивизия. Там престоява три години, като през сезон 1934/35 отново изпада в Трета дивизия.

### Издигане до водещ клуб в страната (1935 – 1948)
Преломна за по-нататъшното развитие на клуба става 1935 г. Клубна делегация се среща с директора на железниците и пристанищата в страната о.з. полковник Борис Колчев с молба да разпореди всички футболисти и спортисти, които работят в железниците, да членуват задължително в ЖСК. Заповедта е издадена, а в резултат на нея в железничарския клуб постъпват редица силни играчи от елитни столични клубове, сред които и Стою Недялков, превърнал се впоследствие в първата голяма клубна легенда. Дотогава Недялков играе за Спортклуб (София). За 3 години ЖСК се изкачва до Първа софийска дивизия. През сезон 1938/39 завършва на 1-во място в нея с 10 победи от 10 мача (не участват столичните клубове, които се състезават в националната дивизия), а освен това печели квалификациите за участие в Националната футболна дивизия.
През сезон 1939/40 ЖСК дебютира сред най-добрите клубове в България. Воден от своя капитан Стою Недялков, известен с прякора си Доктор Кох, отборът се представя по най-добрия начин и завършва изненадващо на 1-во място в крайното класиране, на точка пред „Левски“ и „Славия“. По този начин още в дебютния си сезон ЖСК става шампион на страната. За решителните последни мачове от кампанията към състава се присъединява Крум Милев, който през следващите 8 години ще бъде сред най-изявените футболисти в тима. Голмайстор на отбора в шампионския сезон става Георги Манолов с 9 попадения. Сред другите основни играчи са Димитър Маринов, Стилиян Ангелов, Стефан Драганов, Александър Дръндаров, Спас Георгиев, Асен Милушев, Златко Тодоров, Йордан Кръстев, вратарите Костадин Костов и Славейко Виденов.
През следващите години отборът запазва статута си на един от най-добрите в страната. На събрание, провело се на 3 април 1945 г., клубът приема името „Локомотив“. Месеци по-късно за втори път е спечелена титлата на България. Във финала на Републиканското първенство Локомотив побеждава Спортист (София) след победа с 3:1 и равенство 1:1. В състава на „железничарите“ вече личат имената на още няколко футболисти, оставили трайна следа в клубната история като вратарят Симеон Костов, Стоян Орманджиев, Вучко Йорданов. През 1948 клубът за първи път печели и националната купа, като на финала надиграва с 1:0 пловдивския Славия-Ченгелов.

### Важна част от А РФГ (1948 – 1994)
През 1948 г. „Локомотив“ става част от новосъздадената А републиканска футболна група. Извоювания през отминалото десетилетие статут на един от водещите клубове в България е съхранен. В следващите 67 години „железничарите“ са неизменна и важна част от елитното първенство и изобщо от българския футбол. Локомотив не участва в А РФГ единствено през сезон 1951, когато се състезава в Б РФГ, а в периода януари 1969 г. – юни 1971 г. не развива дейност като самостоятелен клуб, след като е принудително обединен със Славия.

#### Локомотив през 50-те години на ХХ век
През сезон сезон 1953 „Локомотив“ печели за втори път в историята си националната купа. На финала в турнира „железничарите“ побеждават с 2:1 „Левски“ с голове на Костадин Благоев и Петър Аргиров. Двамата нападатели са сред най-изявените футболисти в състава през 50-те години на ХХ век. От 1950 г. в тима заиграва и защитникът Апостол Чачевски, който носи екипа на клуба цели 17 години. Отличават се също Никола Богданов и Георги Берков. В А РФГ Локомотив става вицешампион през 1957, както и бронзов медалист през 1952, 1954 и 1959/60.

#### Големият отбор на Георги Берков
Постепенно в състава навлизат плеада от силни футболисти, сред които най-много се откроява Никола Котков. Нападателят се превръща в една от най-значимите личности не само в „Локомотив“, а и в българския футбол. Заедно с него при „железничарите“ заиграват Спиро Дебърски, Иван Димитров, Васил Методиев, Иван Коцев. През 1962 г. за старши треньор е назначен Георги Берков, който създава шампионски състав от вече наложените играчи и още няколко подкрепления като вратаря Иван Деянов и юношата на клуба Димитър Пенев. През сезон 1963/64 Локомотив е над всички в А група и става шампион за трети път в своята история. Месеци по-късно отборът дебютира в евротурнирите, отстранявайки шведския първенец Малмьо след внушителна победа с 8:3 у дома, преди да бъде елиминиран трудно от унгарския Вашаш. 
През 1964/65 на вътрешната сцена клубът отново е претендент за титлата, но в крайна сметка завършва на второ място. В този сезон за клуба дебютира Атанас Михайлов, който през следващото десетилетие също придобива статута на една от най-ярките фигури в клубната история.

#### ЖСК Славия
През януари 1969 г., по средата на сезон 1968/69, Локомотив е принудително обединен със „Славия“ под името „ЖСК Славия“ и на практика престава да съществува. В обединения отбор постъпват 10 от играчите на „железничарите“, останалите отиват в други клубове, а Спиро Дебърски и Иван Деянов се отказват от футбола. Следват две години и половина, в които железничарската общност води борба за възстановяването на „Локомотив“ като самостоятелен клуб. Това дава резултат и през юли 1971 г. отборите са отново разделени, като спечеленият актив от „ЖСК Славия“ се прибавя към този на „Славия“.

#### Четвърта титла на България
„Локомотив“ печели четвъртата титла в своята история през сезон 1977/78. Старши треньор е Васил Методиев, който разполага с обигран състав, достигнал върха си именно през тази кампания. Лидерите на отбора са собствените юноши Начко Михайлов, Йордан Стойков, Боко Димитров, Георги Бонев, Ангел Колев, Бойчо Величков, Радослав Здравков, Трайко Соколов, заедно с няколко кадъра отвън като вратарят Румянчо Горанов и Венцислав Арсов. „Железничарите“ завършват на точка пред ЦСКА и на 4 пред „Левски“.
Силните изяви продължават и през следващите години. През сезон 1979/80 „Локомотив“ достига до четвъртфинал в Купа на УЕФА, като последователно отстранява Ференцварош, Монако и Динамо (Киев), преди да отпадне от Щутгарт. През 1981/82 за трети път е спечелена националната купа след победа във финала над Локомотив (Пловдив) (2:1) с голове на Бойчо Величков и новият ас от школата Стойчо Стоев. През втората половина на 80-те и началото на 90-те години на ХХ век „железничарите“ на няколко пъти финишират в подножието на призовата тройка в А група, като успехите отсъстват.

### Управлението на Николай Гигов (1994 – 2015)
През 1994 г. финансовата издръжка на „Локомотив“ е поета от бизнесмена Николай Гигов, който печели президентския пост и осигурява сериозни средства, с които е направена мащабна селекция. През сезон 1994/95 отборът е носител на сребърните медали в първенството и триумфира с Купата на България след победа с 4:2 над Ботев (Пловдив) във финала на турнира. С това обаче успехите секват, въпреки големия бюджет, с който клуба разполага. 
Всяка година се привличат дузина скъпоструващи футболисти, на треньорския пост се изреждат специалисти като Динко Дерменджиев, Христо Бонев и Георги Василев, но не е постигнато нищо значимо.
„Локомотив“ бележи лек възход едва през 2004 г., когато на треньорския пост застава Стефан Грозданов. Под негово ръководство клубът два пъти завършва на 3-то място в А група и има добри изяви в евротурнирите. През сезон 2006/07 „железничарите“ елиминират в Купата на УЕФА Македония ГП и Бней Йехуда, преди да отпаднат от Фейенорд след две равенства (2:2 и 0:0). През 2007/08 пък отстраняват Оцелул, а след това отпадат от Рен (1:3 и 2:1), записвайки първа победа над френски отбор като гост. В двете поредни кампании Локомотив записва и рекорд за българския клубен футбол оставайки непобеден в 8 поредни европейски двубоя.
Под ръководството на Димитър Васев през сезон 2014/15 Локомотив завършва на 3-то място. Отборът страда от липса на финансиране, но въпреки това за момент дори е единствения опонент на Лудогорец за титлата. След края на сезона, БФС просто изпраща бронзовите медали, а от ръководството на тима липсват и набързо е организирано единствено награждаване в България от фенове. Заради натрупани дългове от близо 2 млн. лева „Локомотив“ губи правото да играе и лиценза си за европейските клубни турнири и А група. Президентът Николай Гигов се отказва от футбола и продава отбора на Петър Касев и Кирил Льосков, а отборът е изпратен във В група.

### Локомотив 1929
На 9 юли 2015 г. „Локомотив“ провежда общо събрание, на което за президент е избран Кирил Льосков, придобил мажоритарния дял акции. Отборът стартира сезон 2015/16 в Югозападната В група, но на 20 август прекратява участие поради липсата на финансови средства. Дни след това на мястото на изпадналото в несъстоятелност дружество е създадено ново – ФК Локомотив София 1929 АД, а управлението е поето от бившия футболист на тима Иван Василев.
През септември 2015 г. „Локомотив 1929“ стартира участие в А окръжна група – София. Отборът завършва на 1-во място и се класира за Югозападната В група. През лятото на 2016 г. обаче получава покана от БФС за участие в новосъздадената Втора лига и покрива критериите за професионален лиценз. След 5 сезона във Втора лига „Локомотив“ празнува завръщането си в елита след директно класиране и второ място във Втора лига за сезон 2020/2021. 
През сезон 2021/2022 Локомотив завършва на 11 място в Първа лига. През сезон 2022/2023 столичните железничари завършват на 9 място в Първа лига. През сезон 2023/2024 столичните железничари завършват на 12 място в Първа лига. През сезон 2024/2025 столичните железничари завършват на 10 място в Първа лига.

## Наименования
- ЖСК (2 септември 1929 – 3 април 1945)
- Локомотив (3 април 1945 – 1949)
- Енергия (1949)
- Торпедо (1949 – 1950)
- Локомотив (1951 – 1969)
- ЖСК Славия (1969 – 1971)
- ПФК „Локомотив“ (София) (1971 – 2015)
- ФК Локомотив София 1929 АД (2015 –)

## Успехи
А група
- Шампион (4 пъти) – 1940, 1945, 1963/64, 1977/78

Б група
- Второ място (2 пъти) – 2017–18, 2020–21

Национална купа
- Носител (4 пъти) – 1948, 1953, 1981/82, 1994/95

Балканска купа
- Носител – 1973

Европейски железничарски шампион
- Носител (2 път) – 1961, 1963

Железничарска купа на България
- Носител (8 пъти) – 1935, 1941, 1942, 1943, 1946, 1954, 1956, 1957

Купа на УЕФА
- 1/4-финалист – 1979/80

## Участия в евротурнирите
Европейска купа, Купа на носителите на купи, Купа на УЕФА и Лига Европа
| Сезон   | Турнир       | Етап       | Страна | Отбор             | Домакин | Гост | Резултат             |
| ------- | ------------ | ---------- | ------ | ----------------- | ------- | ---- | -------------------- |
| 1964/65 | КЕШ          | кв. кръг   |        | Малмьо ФФ         | 8:3     | 0:2  | 8:5                  |
| 1964/65 | КЕШ          | 1 кръг     |        | Вашаш             | 4:3     | 3:5  | 7:8                  |
| 1977/78 | КНК          | 1 кръг     |        | Андерлехт         | 1:6     | 0:2  | 1:8                  |
| 1978/79 | КЕШ          | 1 кръг     |        | Оденсе            | 2:1     | 2:2  | 4:3                  |
| 1978/79 | КЕШ          | 2 кръг     |        | Кьолн             | 0:1     | 0:4  | 0:5                  |
| 1979/80 | Купа на УЕФА | 1 кръг     |        | Ференцварош       | 3:0     | 0:2  | 3:2                  |
| 1979/80 | Купа на УЕФА | 2 кръг     |        | Монако            | 4:2     | 1:2  | 5:4                  |
| 1979/80 | Купа на УЕФА | 3 кръг     |        | Динамо (Киев)     | 1:0     | 1:2  | 2:2                  |
| 1979/80 | Купа на УЕФА | 1/4-финали |        | Щутгарт           | 0:1     | 1:3  | 1:4                  |
| 1982/83 | КНК          | 1 кръг     |        | Пари Сен Жермен   | 1:0     | 1:5  | 2:5                  |
| 1985/86 | Купа на УЕФА | 1 кръг     |        | Апоел Никозия     | 4:2     | 2:2  | 6:4                  |
| 1985/86 | Купа на УЕФА | 2 кръг     |        | Ксамакс           | 1:1     | 0:0  | 1:1                  |
| 1987/88 | Купа на УЕФА | 1 кръг     |        | Динамо (Тбилиси)  | 3:1     | 0:3  | 3:4                  |
| 1995/96 | КНК          | кв. кръг   |        | Дери Сити         | 2:0     | 0:1  | 2:1                  |
| 1995/96 | КНК          | 1 кръг     |        | Халмстадс БК      | 3:1     | 0:2  | 3:3                  |
| 1996/97 | Купа на УЕФА | кв. кръг   |        | Нефтчи Баку       | 6:0     | 1:2  | 7:2                  |
| 1996/97 | Купа на УЕФА | кв. кръг   |        | Рапид (Букурещ)   | 0:1     | 0:1  | 0:2                  |
| 2006/07 | Купа на УЕФА | 1 кв. кръг |        | Македония ГП      | 2:0     | 1:1  | 3:1                  |
| 2006/07 | Купа на УЕФА | 2 кв. кръг |        | Бней Йехуда       | 4:0     | 2:0  | 6:0                  |
| 2006/07 | Купа на УЕФА | 1 кръг     |        | Фейенорд          | 2:2     | 0:0  | 2:2                  |
| 2007/08 | Купа на УЕФА | 2 кв. кръг |        | Оцелул            | 3:1     | 0:0  | 3:1                  |
| 2007/08 | Купа на УЕФА | 1 кръг     |        | Рен               | 1:3     | 2:1  | 3:4                  |
| 2008/09 | Купа на УЕФА | 2 кв. кръг |        | Борац (Чачак)     | 1:1     | 0:1  | 1:2                  |
| 2011/12 | Лига Европа  | 2 кв. кръг |        | Металург Скопие   | 3:2     | 0:0  | 3:2                  |
| 2011/12 | Лига Европа  | 3 кв. кръг |        | Шльонск (Вроцлав) | 0:0     | 0:0  | 0:0 /3:4 след дузпи/ |

## Стадион „Локомотив“
Най-старото игрище на ЖСК през 1930 г. се е намирало до Безжичния телеграф зад Централна гара София, където сега е сградата на ТЕЦ „София“. Теренът е само за тренировки, не е пригоден за мачове. Повечето от домакинските си мачове ЖСК е провеждал на стадион „Юнак“.
Това продължава до края на петдесетте години, когато „Локомотив“ се мести във втория си дом – стадионът в квартал „Захарна фабрика“. На този вече несъществуващ стадион се играе до закриването на отбора през пролетта на 1969 г.
След „възраждането“ на „Локомотив“ (София) в началото на седемдесетте години, отбора провежда домакинските си мачове на стадион „Локомотив“ в район Надежда до жк. „Свобода“. Отначало стадионът разполага само с един сектор, но след продължителен ремонт съоръжението вече има капацитет за 22 000 седящи зрители. През 2000 година са поставени около 4000 седалки с облегалки на западната трибуна и около 7200 на източната, с което капацитета на стадиона е намален на около 16000 зрители.
През 2001 година стадионът е избран за домакин на финала за купата на България.
Стадионът е арена на редица концерти: през 2005 г. на Блек Сабат, през 2006 г. на Депеш Мод и Ерос Рамацоти, през 2007 г. Джордж Майкъл и Айрън Мейдън, през 2008 г. на Кайли Миноуг, през 2010 г. на Елтън Джон, през 2013 г. на Депеш Мод.
През 2010 година, Лицензионната комисия към БФС отказва да лицензира съоръжението и от футболен сезон 2010/2011 до пролетта на 2013 година „Локомотив“ (София) играе домакинските си срещи на Националния стадион „Васил Левски“ и други стадиони в София и страната.
След обработка на въжетата и носещите колони на покривната конструкция, както и изливане на нова настилка в някои сектори, лицензът за провеждане на масови мероприятия на стадион „Локомотив“ е възстановен. На 20 април 2013 г. секторите А и Г посрещат около 4000 зрители на футболната среща от А ПФГ между „Локомотив“ (София) и „Ботев“ (Пловдив).
През сезон 2015/2016 година за футболни мачове е отворен целият стадион. След влизането на „Локомотив“ във Втора професионална футболна лига вече лицензирани за посещение са само сектор А и клетката за гости, като по този начин капацитетът е ограничен на 6000 зрители. През есента на 2016 г. е обновена ВИП ложата на сектор А. Тя разполага с 64 закрити тапицирани кресла. През лятото на 2022 година на стадиона се поставя осветление ! 

## Сезони

### Последни 10 сезона
| Сезон     | Име       | Група           | Място | Нац. Купа  |
| 2013 – 14 | Локомотив | А Група         | 10    |            |
| 2014 – 15 | Локомотив | А Група         | 3     |            |
| 2015 – 16 | Локомотив | ОФГ София-Север | 1     |            |
| 2016 – 17 | Локомотив | Втора лига      | 6     |            |
| 2017 – 18 | Локомотив | Втора лига      | 2     |            |
| 2018 – 19 | Локомотив | Втора лига      | 8     |            |
| 2019 – 20 | Локомотив | Втора лига      | 4     |            |
| 2020 – 21 | Локомотив | Втора лига      | 2     |            |
| 2021 – 22 | Локомотив | Efbet лига      | 11    |            |
| 2022– 23  | Локомотив | Efbet лига      | 9     | 1/2 финали |

## Състав 2025/2026
Към 30 юли 2025 г.
| Халфове | Халфове          |
| ------- | ---------------- |
| 03      | Доналдо Ацка     |
| 05      | Ерол Дост        |
| 06      | Симеон Славчев   |
| 08      | Луанн            |
| 13      | Диего Рапосо     |
| 19      | Митко Митков     |
| 21      | Кристиан Чачев   |
| 22      | Реян Даскалов    |
| 31      | Красимир Станоев |
| 44      | Божидар Кацаров  |
| 58      | Октавио          |

## Треньорски щаб
- Станислав Генчев – Старши треньор
- Живко Миланов – Помощник треньор
- Йордан Господинов – Треньор на вратарите
- Петър Пеев – Кондиционен треньор
- Дарин Мартинов – Кинезитерапевт
- Денис Калъч – Физиотерапевт

## Клубни рекорди
- Най-голяма победа в първенство: 9:0 срещу „Черноморец Бургас“ (София) – 2007 г.
- Най-голяма победа за Купата на България: 11:1 срещу „Чавдар“ (Б. Слатина) – 1991 г.
- Най-голяма загуба в първенство: 0:8 срещу „Левски“ (София) – 1994 г.
- Най-голяма загуба в първенство: 0:6 срещу „ЦСКА“ 1948 – 2023 г.
- Най-голяма загуба в първенство: 0:6 срещу „Ботев“ (Пловдив) – 2023 г.
- Най-голяма загуба в първенство: 0:6 срещу „Лудогорец“ (Разград) – 2024 г.
- Най-голяма загуба в първенство: 1:6 срещу „Левски“ (София) – 2024 г.
- Най-голяма загуба в първенство: 0:5 срещу „Арда“ (Кърджали) – 2025 г.
- Най-голяма загуба за Купата на България: 1:5 срещу „Велбъжд“ (Кюстендил) – 2001 г.
- Най-много спечели точки: 72 – 2007 г.
- Най-малко спечели точки: 10 – 1950 г.
- Най-много отбелязани голове: 70 – 2007 г.
- Най-малко отбелязани голове: 16 – 1950 г.
- Най-много победи: 23 – 2007 г.
- Най-малко победи: 4 – 1950, 1958 г.
- Най-много равенства: 13 – 1993 г.
- Най-малко равенства: 0 – 2006 г.
- Най-много загуби: 17 – 2002 г.
- Най-малко загуби: 3 – 1958 г.
- Най-много допуснати голове: 48 – 2002 г.
- Най-малко допуснати голове: 16 – 1978 г.
- Най-слабо класиране: 13-о място – 2012 г.
- Най-възрастен футболист: Дончо Донев, 38 години – 2005 г., Христо Коилов, 38 години – 2007 г.
- Най-млад футболист в А група: Атанас Михайлов, 16 години – 1965 г.
- Най-млад футболист: Валентин Николов, 15 години и 27 дни – 2018 г.
- Играч с най-много мачаове за националния отбор: Атанас Михайлов – 43
- Играч с най-много голове за националния отбор: Атанас Михайлов – 23
- Най-много мачове за „Локомотив“: Атанас Михайлов – 348
- Най-много голове за „Локомотив“: Никола Котков – 143
- Най-много голове за „Локомотив“ и „ЖСК Славия“: Атанас Михайлов – 145
- Най-много поредни срещи без загуба в европейските клубни турнири – 8
- Най-голяма победа в евротурнирите: 6:0 срещу „Нефтчи“ (Баку) – 1997 г.
- Най-голяма загуба в евротурнирите: 1:6 срещу „Андерлехт“ (Брюксел) – 1978 г.
- Рекордни суми получени от трансфер: 2 170 000 щ.д. от Динамо Киев за Георги Пеев – 2001 г.; 2 250 000 € от Динамо Москва за Цветан Генков – 2007 г.
- Рекордна сума платена за трансфер: 1 000 000 DM на ЦСКА София за Анатоли Нанков – 1998 г.
- Най-посетена среща на стадион Локомотив: 25 000 зрители срещу „Спартак“ (Вн) и срещу „Левски“ през 1985 г.
- Най-слабо посетена среща: 100 зрители срещу „Спартак“ (Плевен) през 2002 г.

## Почетни листи в А група
|    | Име              | Период                   | Мачове |
| -- | ---------------- | ------------------------ | ------ |
| 1  | Йордан Стойков   | 1971 – 1983              | 326    |
| 2  | Атанас Михайлов  | 1965 – 1968; 1971 – 1981 | 306    |
| 3  | Александър Дудов | 1982 – 1994              | 302    |
| 4  | Димитър Васев    | 1983 – 1996; 1998 – 2000 | 300    |
| 5  | Георги Бонев     | 1971 – 1972; 1974 – 1985 | 294    |
| 6  | Апостол Чачевски | 1950 – 1967              | 289    |
| 7  | Никола Котков    | 1956 – 1968              | 276    |
| 8  | Спиро Дебърски   | 1957 – 1968              | 276    |
| 9  | Бойчо Величков   | 1975 – 1986              | 271    |
| 10 | Трайко Соколов   | 1972 – 1982              | 257    |

|    | Име             | Период                   | Голове |
| -- | --------------- | ------------------------ | ------ |
| 1  | Никола Котков   | 1956 – 1968              | 143    |
| 2  | Атанас Михайлов | 1965 – 1968; 1971 – 1981 | 131    |
| 3  | Бойчо Величков  | 1975 – 1986              | 90     |
| 4  | Спиро Дебърски  | 1957 – 1968              | 84     |
| 5  | Цветан Генков   | 2004 – 2007; 2010        | 65     |
| 6  | Стойчо Стоев    | 1980 – 1989              | 59     |
| 7  | Гошо Петков     | 1984 – 1990              | 56     |
| 8  | Марчо Дафчев    | 1998 – 2001; 2004 – 2012 | 55     |
| 9  | Петър Аргиров   | 1947 – 1956              | 49     |
| 10 | Кирил Метков    | 1983 – 1991              | 43     |

- Заб: В актива на футболистите не са включени мачовете и головете им за „ЖСК Славия“ (1969 – 1971), когато „Локомотив“ и „Славия“ съществуват като един клуб.

## Треньори на клуба

### Треньори през последните 10 години
| Треньор           | От                | До                | Успехи                                        |
| ----------------- | ----------------- | ----------------- | --------------------------------------------- |
| Димитър Васев     | 31 май 2010       | 22 ноември 2010   |                                               |
| Диян Петков       | 23 ноември 2010   | 3 октомври 2011   |                                               |
| Антон Велков      | 4 октомври 2011   | 18 ноември 2012   |                                               |
| Емил Велев        | 19 ноември 2012   | 5 август 2013     |                                               |
| Стефан Генов      | 5 август 2013     | 7 април 2014      |                                               |
| Димитър Васев     | 7 април 2014      | 30 юни 2015       |                                               |
| Валери Дамянов    | 20 юли 2015       | 12 август 2015    |                                               |
| Антон Велков      | 25 август 2015    | 5 юли 2016        | 1-во място Областни аматьорски футболни групи |
| Ангел Колев       | 5 юли 2016        | 20 декември 2016  |                                               |
| Явор Вълчинов     | 20 декември 2016  | 3 юни 2017        |                                               |
| Младен Додич      | 9 юни 2017        | 31 май 2018       |                                               |
| Ангел Колев       | 14 юни 2018       | 11 декември 2018  |                                               |
| Младен Додич      | 19 декември 2018  | 11 декември 2018  | 21 декември 2019                              |
| Радослав Здравков | 21 декември 2019  | 27 май 2020       |                                               |
| Иван Колев        | 27 май 2020       | 23 май 2022       | Класиране в Първа лига                        |
| Станислав Генчев  | 25 май 2022       | 8 юни 2023        |                                               |
| Стойчо Стоев      | 8 юни 2023        | 4 септември 2023  |                                               |
| Данило Дончич     | 4 септември 2023  | 22 април 2024     |                                               |
| Красимир Балъков  | 22 април 2024     | 17 юни 2024       |                                               |
| Иван Колев        | 17 юни 2024       | 30 септември 2024 |                                               |
| Антон Велков      | 30 септември 2024 | 17 март 2025      |                                               |
| Ратко Достанич    | 21 март 2025      | 29 май 2025       |                                               |
| Станислав Генчев  | 30 май 2025       |                   |                                               |

## Клубни капитани
| Капитан            | Период      |
| ------------------ | ----------- |
| Тодор Станчев      | 1930 – 1935 |
| Стою Недялков      | 1935 – 1949 |
| Стилиян Ангелов    | 1949        |
| Любомир Стамболиев | 1950        |
| Трайчо Петков      | 1951        |
| Лазар Христов      | 1952 – 1956 |
| Костадин Благоев   | 1957        |
| Наум Савов         | 1958 – 1960 |
| Иван Димитров      | 1960 – 1965 |
| Апостол Чачевски   | 1965 – 1967 |
| Никола Котков      | 1967 – 1968 |
| Ивайло Георгиев    | 1971 – 1973 |
| Атанас Михайлов    | 1973 – 1981 |
| Йордан Стойков     | 1981 – 1983 |
| Георги Бонев       | 1983 – 1985 |
| Бойчо Величков     | 1985 – 1986 |
| Стойчо Стоев       | 1986 – 1989 |
| Павел Дочев        | 1989 – 1991 |

| Капитан             | Период      |
| ------------------- | ----------- |
| Кирил Метков        | 1991 – 1992 |
| Димитър Васев       | 1992 – 1993 |
| Александър Дудов    | 1993 – 1994 |
| Димитър Васев       | 1994 – 1999 |
| Георги Марков       | 1999 – 2000 |
| Антон Велков        | 2000 – 2001 |
| Дончо Донев         | 2001 – 2002 |
| Милен Радуканов     | 2002 – 2003 |
| Дончо Донев         | 2003 – 2005 |
| Малин Орачев        | 2005 – 2006 |
| Кристиян Добрев     | 2006 – 2013 |
| Маркиньош           | 2013 – 2014 |
| Александър Бранеков | 2014 – 2015 |
| Калоян Караджинов   | 2015 – 2016 |
| Даниел Пеев         | 2016 – 2017 |
| Емил Виячки         | 2017 – 2018 |
| Том                 | 2019 – 2020 |
| Марио Петков        | 2020 – 2021 |
| Красимир Милошев    | 2021 – 2024 |
| Александър Любенов  | 2024 –      |